# Apriona
Apriona es un género de escarabajos longicornios de la subfamilia Lamiinae.

## Especies
- Apriona ammiralis
- Apriona aphetor
- Apriona brunneomarginata
- Apriona buruensis
- Apriona chemsaki
- Apriona cinerea
- Apriona cylindrica
- Apriona elsa
- Apriona flavescens
- Apriona germari
- Apriona hageni
- Apriona irma
- Apriona jakli
- Apriona jossoi
- Apriona juheli
- Apriona marcusiana
- Apriona minettii
- Apriona moratii
- Apriona multigranula
- Apriona neglecta
- Apriona neglectissima
- Apriona nobuoi
- Apriona novaeguineae
- Apriona pascoei
- Apriona paucigranula
- Apriona punctatissima
- Apriona rixator
- Apriona rugicollis
- Apriona sublaevis
- Apriona submaculosa
- Apriona swainsoni
- Apriona teocchii
- Apriona tigris
- Apriona trilineata
- Apriona tuberosicollis
- Apriona unidentata
- Apriona vagemaculata